# 101 dalmatinac (film iz 1996)
101 Dalmatinac (engl. 101 Dalmatians) film je Stivena Hereka, iz 1996. godine.

## Uloge
| Glumac           | Uloga                  |
| ---------------- | ---------------------- |
| Glen Klous       | Kruela Devil           |
| Džef Denijels    | Rodžer Drli            |
| Džoeli Ričardson | Anita Kembel-Grin Drli |
| Džoun Plaurajt   | Neni                   |
| Mark Vilijams    | Horejs                 |
| Hju Lori         | Džasper                |
| Džon Šrapnel     | Skajner                |
| Tim Makinerni    | Alonzo                 |
| Hju Frejzer      | Frederik               |